# Table des caractères Unicode/U3100
Cette page contient des caractères spéciaux ou non latins. S’ils s’affichent mal (▯, ?, etc.), consultez la page d’aide Unicode.
Table des caractères Unicode U+3100 à U+312F.

## Bopomofo
Lettres (consonnes et voyelles finales) utilisées pour l’écriture alphabétique bopomofo utilisée comme alternative à l’écriture idéographique hanzi des langues chinoises, notamment comme annotations facilitant l’apprentissage des caractères. Cet alphabet est composé des clés essentielles (simplifiées, ce qui permet aussi une présentation en petits caractères d’une bonne lisibilité) de l’écriture idéographique han, et a été créé suivant un principe similaire (simplifié car de nature alphabétique) à celui qui fut aussi auparavant à l’origine des syllabaires japonais hiragana et katakana.

### Table des caractères
| en fr  | 0  | 1  | 2  | 3  | 4  | 5  | 6  | 7  | 8  | 9  | A  | B  | C  | D  | E  | F  |
| ------ | -- | -- | -- | -- | -- | -- | -- | -- | -- | -- | -- | -- | -- | -- | -- | -- |
| U+3100 |    |    |    |    |    | ㄅ | ㄆ | ㄇ | ㄈ | ㄉ | ㄊ | ㄋ | ㄌ | ㄍ | ㄎ | ㄏ |
| U+3110 | ㄐ | ㄑ | ㄒ | ㄓ | ㄔ | ㄕ | ㄖ | ㄗ | ㄘ | ㄙ | ㄚ | ㄛ | ㄜ | ㄝ | ㄞ | ㄟ |
| U+3120 | ㄠ | ㄡ | ㄢ | ㄣ | ㄤ | ㄥ | ㄦ | ㄧ | ㄨ | ㄩ | ㄪ | ㄫ | ㄬ | ㄭ | ㄮ | ㄯ |